# Stal szklista
Stal szklista (ang. glassy steel) – nazwa proponowana dla stali charakteryzującej się strukturą amorficzną, bardziej podobną do szkła niż do klasycznej stali.
Odmianę tę opracowali badacze z amerykańskiego Oak Ridge National Laboratory (równocześnie z nimi dokonano tego na Uniwersytecie Wirginii) w roku 2004. W składzie chemicznym stopu znajduje się – oprócz żelaza i węgla, występujących w każdej stali – także bor, chrom, kobalt, molibden, mangan i około 1,5% itru. Dodatek tego ostatniego ma kluczowe znaczenie: spowalnia on wzrost kryształów pojawiających się zwykle w czasie stygnięcia stali; w miejsce itru można zastosować inny lantanowiec.
Stal szklista charakteryzuje się znacznie większą od tradycyjnej stali wytrzymałością, choć jest bardziej krucha. Ma także większą od klasycznej stali odporność na korozję. W temperaturze pokojowej nie wykazuje właściwości ferromagnetycznych. Trwają wciąż badania nad opracowaniem technologii otrzymywania stali szklistej mniej kruchej oraz w większych ilościach (na razie udaje się uzyskać sztabki nie większe niż 12-milimetrowej szerokości).